# Clara Alvarado
Clara Alvarado (Navalmoral de la Mata, 2 luglio 1990) è un'attrice spagnola, principalmente nota per il ruolo di Ariadna Cascales nella serie televisiva La casa di carta.

## Biografia
Da bambina come passatempo cominciò a studiare teatro a scuola; sempre a scuola ha studiato anche musica e canto dall'età di otto anni, divenendo membro del coro "Cum Iubilo" di Plasencia durante l'adolescenza. Si è trasferita a Madrid per studiare infermieristica, ma, quando era al terzo anno, le è stato offerto di girare un cortometraggio, dopodiché ha deciso di studiare recitazione Ha terminato gli studi universitari in infermieristica, anche se non ha mai praticato la professione; ha anche praticato atletica leggera (salto in alto e velocità) e ginnastica ritmica.
Fondamentale per la sua carriera è stato il suo impegno per il musical Hercules nell'estate del 2015: diretto da Ricard Reguant, il musical è stato eseguito al Teatro romano di Mérida, con Pablo Abraira e Paco Arrojo. All'inizio del 2016 ha partecipato al progetto El Viaje de Hércules, ideato da Javier Pascual Soriano, in cui diversi artisti del mondo del teatro musicale collaborano a un album di solidarietà. Dodici saranno le canzoni che compongono l'album e dodici sono anche le organizzazioni a cui andranno i benefici ottenuti, così come dodici sono state le fatiche di Ercole. Nello stesso anno è stata candidata come migliore attrice rivelazione dell'anno ai premi del teatro musicale. Nel 2017 entra nel cast de La casa di carta, interpretando il ruolo di Ariadna Cascales. Nello stesso anno è protagonista del film Selfie di Víctor García León.

## Filmografia

### Cortometraggi
- Almohada, regia di Guillermo Escribano	(2012)
- Despertar, regia di Marta Medina del Valle (2014)
- Meteoritos, regia di Santi Capuz y Diego Jiménez (2015)
- La voz del agua, regia di Álvaro Elías (2015)
- Último día sin amor, regia di Laura Senent (2016)

### Film
- Smoking Club 129 Normas, regia di Alberto Utrera (2017)
- Selfie, regia di Víctor García León (2017)
- La llamada, regia di Javier Calvo e Javier Ambrossi (2017)
- Sanfelices. La Película, regia di Roberto Lázaro (2018)

### Serie televisive
- Cuéntame cómo pasó - 4 episodi (2011)
- La que se avecina - 1 episodio (2012)
- La casa di carta (La casa de papel) (2017)
- Una vita (Acacias 38) - 10 episodi (2017)
- Lana, fashion blogger (Yo quisiera) - 38 episodi (2015-2018)
- Bajo la red (2018)
- Madres. Amor y vida (2020)